# Hochaltar der Steindammer Kirche

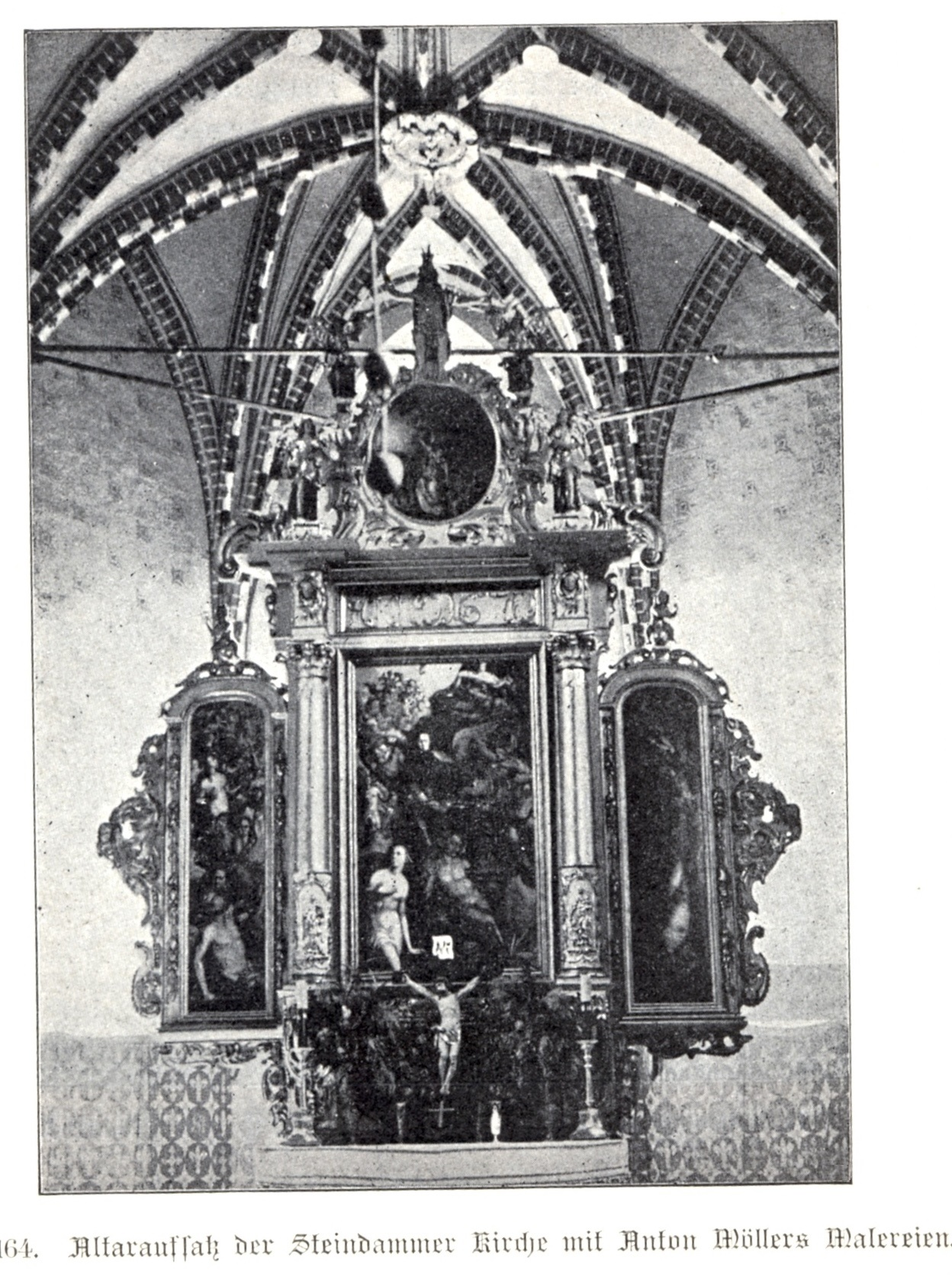
Königsberg, Steindammer Kirche, Altar mit Malereien von Anton Möller

Der Hochaltar der Steindammer Kirche in Königsberg ist ein Triptychon von Anton Möller: Jüngstes Gericht, Auferstehung und Höllensturz, geschaffen in den Jahren 1585 bis 1587. Der Hochaltar wurde 1943 in die  Kirche Schönbruch ausgelagert, 1944 mit unbekanntem Ziel abgeholt und gilt seitdem als verschollen.

## Beschreibung

### Architektur
Der Altaraufsatz zeigte in seinem Gebälk die Inschrift 1670. Zwei unten verzierte, korinthische Säulen trugen das verkröpfte Gebälk. Im zweiten Geschoss befand sich zwischen zwei Engeln in Holzschnitzerei ein Medaillon-Ölgemälde: Ein Engel scheidet die Guten und die Bösen. Die Krönung bildete die in Holz geschnitzte Jesusfigur.

### Malereien von Anton Möller
Die Malereien wurden 1670 in die Umrahmung eingelegt, waren aber 1640 schon auf dem Altar. Der Königsberger Maler schuf für die Steindammer Kirche das Ölgemälde Abendmahl Jesu, das in der Predella des Altaraufsatzes zu sehen war. Als Mittelbild des Altares fertigte Möller das Jüngste Gericht. Auf dem linken Flügel war das Ölgemälde Himmel und auf dem rechten Seitenflügel war das Ölgemälde Hölle zu sehen. Auf der Rückseite waren ebenfalls Gemälde Möllers mit einer Kreuzigungsszene in der Mitte, flankiert von den Werken der Barmherzigkeit grau in grau gemalt. Auf der Rückseite des Altars stellten sechs Gemälde die sechs Werke der Barmherzigkeit dar.
Auf der Rückseite des linken Altarflügels stand:
Hinc vos justa manēt coelestis praēīa regni. Math. 25.

ut Christ’ redijt superas rediviv’ in auras

e tumulis surget sic caro nostra suis.

Has epVLas reVernter habe sI tanta rIgorIs

In reprobos Sontes IVDICIs έργα tIMes.
Auf der Rückseite des rechten Altarflügels stand:
Tristis ut esurij me dextera vestra cibavit

Cumq’ siti premerer mihi pocula larga dedistis

Hospes erā tecto me suscepistis amico

Nudus ubi algerem vos me texistis amictu:

aeger eram morbo michi succurristi in ipso:

cumq’ forem captus me consolando levastis.

## Rezeption
Karl Faber schreibt in seinem Werk Die Haupt- und Residenzstadt Königsberg in Preußen: „Im Altar befindet sich ein im siebenzehnten Jahrhundert von einem Danziger Maler Anton Möller verfertigtes Gemälde das Jüngste Gericht darstellend, dem ein bedeutender Wert beigelegt wird.“
Ernst Gall beschreibt den Altar bei Georg Dehio im Handbuch der deutschen Kunstdenkmäler. Georg Dehio und Ernst Gall zufolge stammt der Altar aus dem Jahre 1670. Die Gemälde seien laut Dehio und Gall älter als das Schnitzwerk von 1670.